# بنك المجتمع الأول
(FCB) بنك المجتمع الأول، هو بنك تجاري في كينيا، وهو أكبر اقتصاد في مجتمع شرق إفريقيا . تم ترخيصه من قبل البنك المركزي الكيني ، البنك المركزي والمنظم المصرفي الوطني.

## نظرة عامة
اعتبارًا من ديسمبر 2019 ، بلغت قيمة الأصول الإجمالية للبنك حوالي 187.62 مليون دولار أمريكي (KES: 18.762 مليار) ، مع حقوق المساهمين حوالي 14 مليون دولار أمريكي (KES: 1.46 مليار) ، وإيداعات العملاء 161 مليون دولار أمريكي (KES: 16.126 مليار). في ذلك الوقت، تم تصنيف البنك في المرتبة 21 من حيث الأصول، من أصل 43 مصرفاً مرخصاً في كينيا في ذلك الوقت.

## التاريخ
تأسس بنك المجتمع الأول في عام 2007 وفقًا للشريعة الإسلامية من قبل مستثمرين مسلمين خاصين في الكويت وكينيا وتنزانيا . حصل البنك على رخصة مصرفية تجارية كينية في العام نفسه، وبدأ عملياته في يونيو 2008. بنك FCB هو أول بنك في كينيا يعمل وفقًا لقوانين الشريعة الإسلامية. منذ تأسيس بنك المجتمع الأول، حصل بنك آخر للشريعة الإسلامية، بنك الخليج الأفريقي، حصل على ترخيص تجاري من البنك المركزي الكيني .

## الشركات التابعة
أول شركة تابعة للبنك هي وكالة التأمين التكافلي FCB ، والتي يحتفظ فيها بنسبة 100 ٪ من الأسهم. تأسست وكالة التأمين في عام 2010. كما يمتلك البنك شركة تابعة ثانية، إف سي بي كابيتال ليميتد ، وهو أول بنك استثماري متوافق مع الشريعة الإسلامية في كينيا. كما أنها مملوكة بالكامل لبنك المجتمع الأول.

## شبكة الفروع
اعتبارًا من مارس 2020 ، يحتفظ البنك بشبكة من الفروع في المواقع التالية:
1. فرع شارع وابيرا - مبنى الضمان الاحترازي، شارع وابيرا، نيروبي
2. فرع إيستليغ الأول - مبنى المنسوجات المتحدة، الجادة الأولى، إيستليغ، نيروبي
3. إيسلي فرع II - عامة Warungu شارع، إيسلي، نيروبي
4. فرع المنطقة الصناعية - طريق إنتربرايز، نيروبي
5. فرع شارع كيماثي - مسجد الجامع، نيروبي
6. فرع ويستلاندز - Mpaka Plaza ، Mpaka Road ، Westlands ، نيروبي
7. فرع جنوب سي - مركز تسوق ساوث سي، نيروبي
8. فرع جاريسا - بناية باجويد، طريق واجير، جاريسا
9. فرع لونجا لونجا - لونجا لونجا رود، المنطقة الصناعية، نيروبي
10. فرع كيسومو - CAC House، Oginga Odinga Street، Kisumu
11. فرع ناكورو - مبنى فندق ميريكا، شارع كينياتا، ناكورو
12. فرع ماليندي - مجمع ماليندي للتسوق، طريق لامو، ماليندي
13. فرع مومباسا الأول - مبنى شاه مانسيون، طريق ديغو، مومباسا
14. فرع مومباسا الثاني - مبنى عمارة، طريق ديغو، مومباسا
15. فرع مويالي - بيت ضيافة شريف، مويالي
16. فرع واجير - طريق منديرا، واجير
17. فرع Mihrab- بناية FCB Mihrab ، Lenana Road Nairobi
18. فرع Isiolo- مبنى البيت الأبيض، طريق Moyale-Isiolo Isiolo
19. فرع بونديني - بات حف بلازا، شارع عبد الناصر مومباسا
20. فرع أمل - أمل بلازا، إيستلي فيرست أفينيو نيروبي

## الحكم
يخضع البنك لمجلس الإدارة . الشيخ محمد مباي، أحد المديرين غير التنفيذيين، هو رئيس مجلس الإدارة . الرئيس التنفيذي هو د. حسين اسعد احمد حسن .

## روابط خارجية
- الموقع الإلكتروني لبنك المجتمع الأول
- موقع البنك المركزي الكيني